# Villiers-Saint-Frédéric
Villiers-Saint-Fréderic é uma comuna francesa na região administrativa da Île-de-France, no departamento de Yvelines. A comuna possui 2306 habitantes segundo o censo de 1990.